# Desmeplagioecia violacea
Desmeplagioecia violacea är en mossdjursart som beskrevs av Harmelin 1976. Desmeplagioecia violacea ingår i släktet Desmeplagioecia och familjen Diastoporidae. Inga underarter finns listade i Catalogue of Life.